# Келли, Майк (сценарист)
Майк Келли (англ. Mike Kelley, род. в 1967 году в Чикаго, штат Иллинойс) — американский продюсер и сценарист, наиболее известный как создатель и производитель телесериала «Месть».
Келли родился в Чикаго, штат Иллинойс, где окончил школу в 1985 году. Он начал карьеру как основной сценарист сериала «Провиденс», а позже работал в «Холм одного дерева» и «Одинокие сердца». Как продюсер, он выпустил сериалы «Иерихон» и недолго просуществовавший «Красивая жизнь». Он также создал драму «Город свингеров» в 2008 году, о сексуальном раскрепощении в семидесятых. Келли поднялся на видное место в конце 2011 года выпустив телесериал «Месть», который был хорошо принят критиками и достиг успеха в телевизионных рейтингах.

## Фильмография
| - 1999—2002 — Провиденс/Providence - 2003—2004 — Холм одного дерева/One Tree Hill - 2005 — Purple Glob: A Re-Enactment - 2005—2006 — Одинокие сердца/The O.C. - 2007 — Иерихон/Jericho - 2008 — Город свингеров/Swingtown - 2009 — Красивая жизнь/The Beautiful Life: TBL - 2010 — Квинн-таплетс/The Quinn-tuplets - 2011 — 2015 — Месть/Revenge | - 2003—2004 — Холм одного дерева/One Tree Hill - 2005—2006 — Одинокие сердца/The O.C. - 2006—2007 — Иерихон/Jericho - 2008 — Город свингеров/Swingtown - 2009 — Красивая жизнь/The Beautiful Life: TBL - 2010 — Квинн-таплетс/The Quinn-tuplets - 2011 — 2015 — Месть/Revenge |